# Smalle randwants
De smalle randwants (Gonocerus acuteangulatus) is een wants uit de familie randwantsen (Coreidae).

## Uiterlijk
De smalle randwants is 12 tot 15 millimeter lang. Hij lijkt op de Coreus marginatus, maar hij is slanker. Ze zijn gespikkeld en roodbruin van kleur. De nimfen hebben een groen achterlichaam (abdomen).

## Verspreiding en habitat
De soort is wijdverspreid van Europa tot Centraal-Azië, met uitzondering van het noorden van Europa. Hij heeft zich wel steeds meer naar het noorden verspreid. In Nederland is hij overal te vinden, maar in de zeekleigebieden schaars.

## Leefwijze
De dieren zijn vooral te vinden op zonbeschenen struwelen en bosranden met struiken die bessen dragen, zoals vuilboom, hondsroos, meidoorn, lijsterbes en rode kamperfoelie. Ze voeden zich met het sap van de rijpe vruchten die ze daar aantreffen. Volwassen wantsen vliegen zeer actief bij hoge temperaturen.

## Afbeeldingen van nimfen

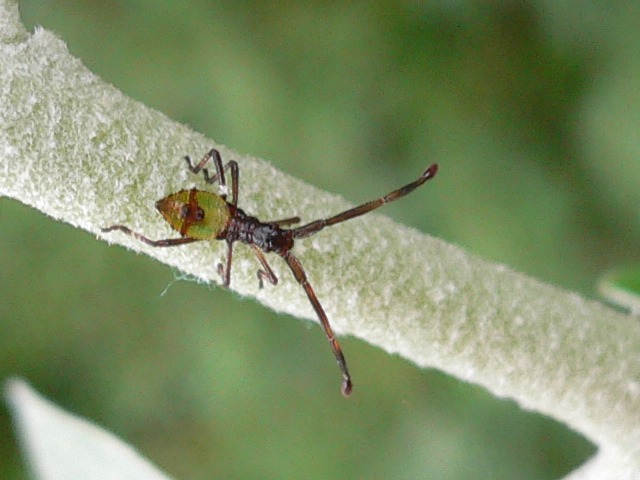
Smalle randwants (Gonocerus acuteangulatus), jonge nimf
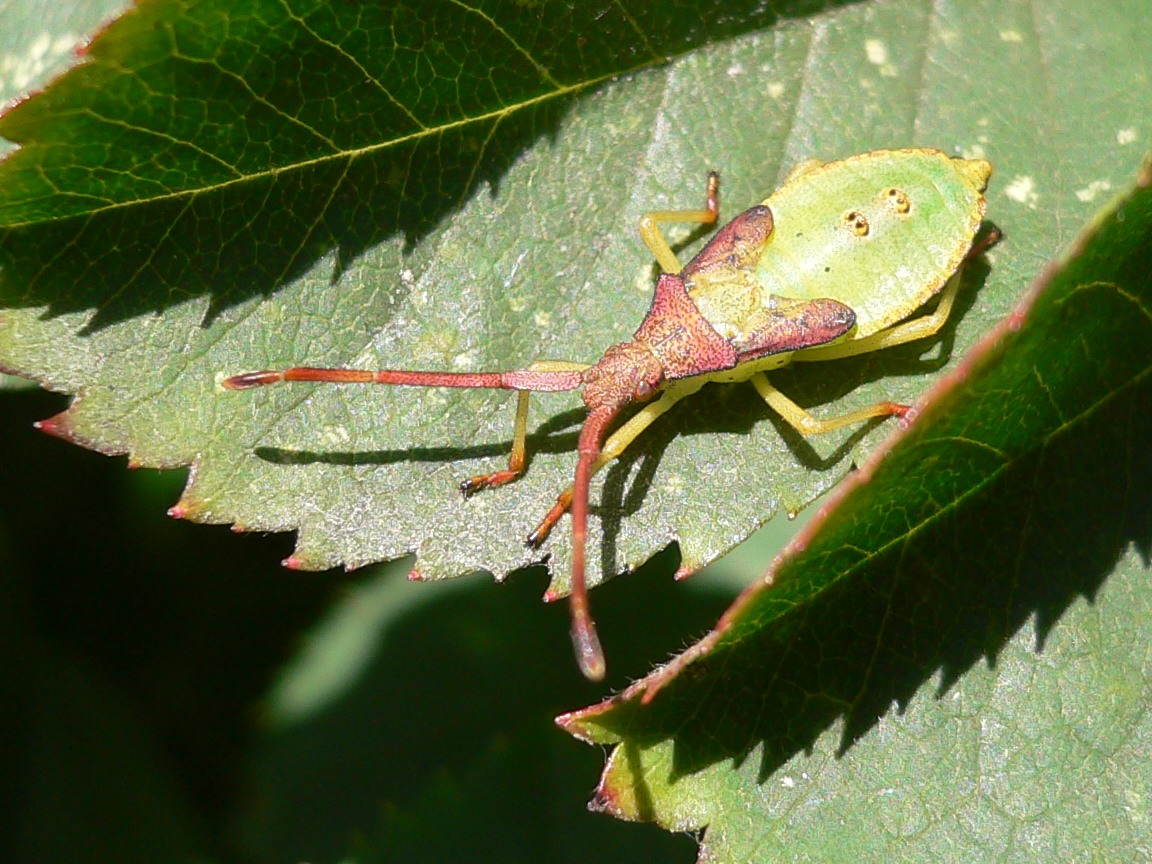
Smalle randwants (Gonocerus acuteangulatus), nimf